# 阿拉普勒
阿拉普勒是土耳其的城鎮，由宗古爾達克省負責管轄，位於該國北部，距離首府宗古爾達克58公里，面積350平方公里，海拔高度20米，2010年人口17,857。